# چالز مژور
چالز مژور (به انگلیسی: Charles Mesure) یک بازیگر انگلیسی استرالیایی است که بیشتر برای ایفای نقش کایل هابس در مجموعه تلویزیونی V و بن فاکنر در مجموعه کدبانوهای وامانده شهرت دارد.

از دیگر فیلم‌ها و مجموعه‌های تلویزیونی او می‌توان به روزی روزگاری، لولوخورخوره و جادوگران اشاره کرد.

## زندگی شخصی
مژور در سامرست انگلیس متولد شد. وقتی پنج ساله بود، خانواده اش به استرالیا نقل مکان کردند و او در سیدنی بزرگ شد. مژور در کالج نیویینگتون (۱۹۸۲–۱۹۸۲) حضور یافت و از انستیتوی ملی هنرهای نمایشی استرالیا، با مدرک هنرهای نمایشی (بازیگری) در سال ۱۹۹۵ فارغ‌التحصیل شد. در سال ۱۹۹۵، او به نیوزیلند نقل مکان کرد و به زودی چند نقش بازیگری را برگزید. مژور در ضمن تحصیل رشته حقوق، در سی تا تولیدات انجمن درام دانشگاه سیدنی، در کارگردانی، طراحی و نوشتن فعالیت کرده‌است.

## فیلم‌شناسی

### فیلم
| سال  | عنوان                     | نقش       | یادداشت    |
| ---- | ------------------------- | --------- | ---------- |
| ۲۰۰۵ | لولوخورخوره               | آقای جنسن |            |
| ۲۰۰۵ | Mee-Shee: The Water Giant | واتکینز   |            |
| ۲۰۱۳ | Mis-drop                  | سرهنگ وون | فیلم کوتاه |
| ۲۰۱۸ | Occupation                | آرنولد    |            |

### سریال
| سال             | عنوان                            | نقش                   | یادداشت                                                        |
| --------------- | -------------------------------- | --------------------- | -------------------------------------------------------------- |
| ۱۹۹۶–۱۹۹۸       | City Life                        | رایان واترز           | نقش اصلی                                                       |
| ۱۹۹۷–۱۹۹۸       | Mirror, Mirror II                | متیو/توبایاس          |                                                                |
| ۱۹۹۷            | زینا: شاهدخت جنگجو               | دارنل                 | قسمت: "The Dirty Half Dozen"                                   |
| ۱۹۹۷            | زینا: شاهدخت جنگجو               | مرکر                  | قسمت: "The Price"                                              |
| ۱۹۹۷            | Duggan                           | بیلی                  | قسمت: "Death in Paradise"                                      |
| ۱۹۹۸            | Hercules: The Legendary Journeys | جانی پینتو            | قسمت: "Yes, Virginia, There Is a Hercules"                     |
| ۱۹۹۸            | Tiger Country                    | بری گاردنر            | فیلم تلویزیونی                                                 |
| ۱۹۹۹            | The Life & Times of Te Tutu      |                       |                                                                |
| ۱۹۹۹            | A Twist in the Tale              | نیک                   | قسمت: "The Green Dress"                                        |
| ۱۹۹۹            | Hercules: The Legendary Journeys | میکائیل فرشته وحی     | قسمت: "Revelations"                                            |
| ۱۹۹۹–۲۰۰۱       | زینا: شاهدخت جنگجو               | میکائیل فرشته وحی     | ۵ قسمت                                                         |
| ۲۰۰۰–۰۳         | Street Legal                     | کیس ون دام            | نقش اصلی؛ همچنین به عنوان نویسنده ۷ قسمت                       |
| ۲۰۰۲            | Superfire                        | ترنت                  | فیلم تلویزیونی                                                 |
| ۲۰۰۳            | Skin and Bone                    | کلین                  | فیلم تلویزیونی                                                 |
| ۲۰۰۵            | Briar & Graves                   | پدر روحانی            | پایلوت پخش نشده                                                |
| ۲۰۰۵            | لاست                             | برایان                | قسمت: "Hearts and Minds"                                       |
| ۲۰۰۵            | Stacked                          | ادی                   | ۲ قسمت                                                         |
| ۲۰۰۵            | Without a Trace                  | امیل                  | ۲ قسمت                                                         |
| ۲۰۰۵–۰۷         | Crossing Jordan                  | جی. دی                | نقش دوره ای، ۱۲ قسمت                                           |
| ۲۰۰۶            | استخوان‌ها                        | پیت سندرز             | قسمت: "Aliens in a Spaceship"                                  |
| ۲۰۰۶            | پرونده سرد                       | تام مک کری            | قسمت: "Forever Blue"                                           |
| ۲۰۰۷            | Ghost Whisperer                  | پیام رسان             | قسمت: "The Gathering"                                          |
| ۲۰۰۷            | Las Vegas                        | پاول گرنت             | قسمت: "It's Not Easy Being Green"                              |
| ۲۰۰۹–۱۰         | Outrageous Fortune               | زین جرارد             | نقش دوره ای، ۱۴ قسمت                                           |
| ۲۰۱۰–۱۱         | وی                               | کایل هابز             | نقش دوره ای (فصل ۱); نقش اصلی (فصل ۲); ۱۸ قسمت                 |
| ۲۰۱۰            | Kaitangata Twitch                | کری گالاگر            | نقش اصلی، ۱۳ قسمت                                              |
| ۲۰۱۰            | This Is Not My Life              | الک راس               | نقش اصلی، ۱۳ قسمت                                              |
| ۲۰۱۱–۱۲         | کدبانوهای وامانده                | بن فالکنر             | نقش اصلی (فصل ۸)، ۱۵ قسمت                                      |
| ۲۰۱۳            | مارپل آگاتا کریستی               | گرگ دیسون             | قسمت: "A Caribbean Mystery"                                    |
| ۲۰۱۳            | مهره سوخته                       | جک فراکرز             | قسمت: "All or Nothing"                                         |
| ۲۰۱۴            | روان‌کاو                          | ادوین                 | قسمت: "Violets"                                                |
| ۲۰۱۴، ۲۰۱۵–۲۰۱۸ | روزی روزگاری                     | ریش‌سیاه               | فصل ۳ (۲ قسمت)، فصل ۴ (۲ قسمت)، فصل ۶ (۱ قسمت)، فصل ۷ (۱ قسمت) |
| ۲۰۱۴–۱۶         | Girlfriends' Guide to Divorce    | رالف                  | نقش دوره ای، ۵ قسمت                                            |
| ۲۰۱۵            | کسل                              | لیام هالیستر          | قسمت: "The Nose"                                               |
| 2015–present    | جادوگران                         | هیولا                 | نقش دوره ای                                                    |
| ۲۰۱۶            | ذهن‌های مجرم                      | ادگار سولومون         | قسمت: "Derek"                                                  |
| ۲۰۱۶            | Dead of Summer                   | کلانتر بوید هیلن/معلم | نقش دوره ای                                                    |